# Hypolycaena teatus
Hypolycaena teatus är en fjärilsart som beskrevs av Hans Fruhstorfer 1912. Hypolycaena teatus ingår i släktet Hypolycaena och familjen juvelvingar. Inga underarter finns listade i Catalogue of Life.

## Bildgalleri

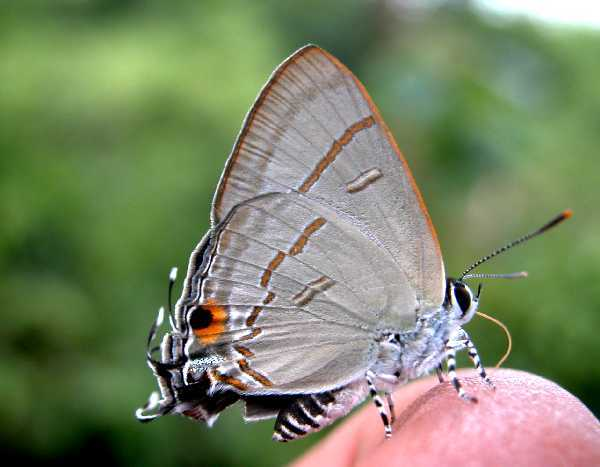
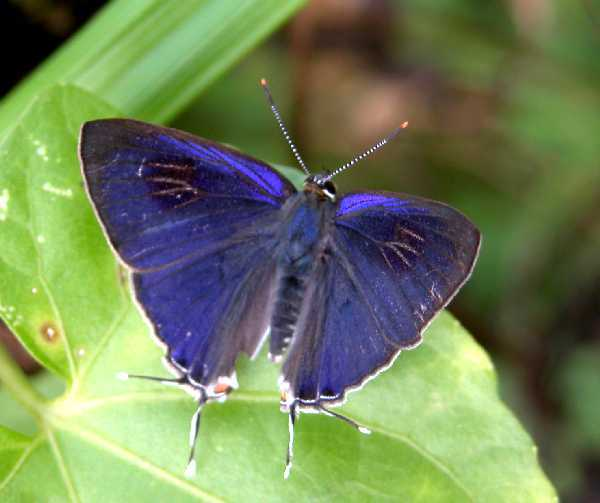
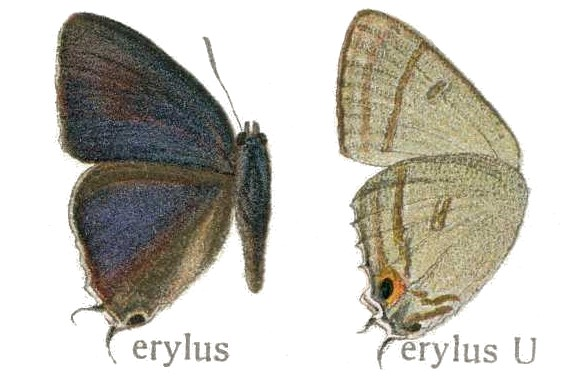
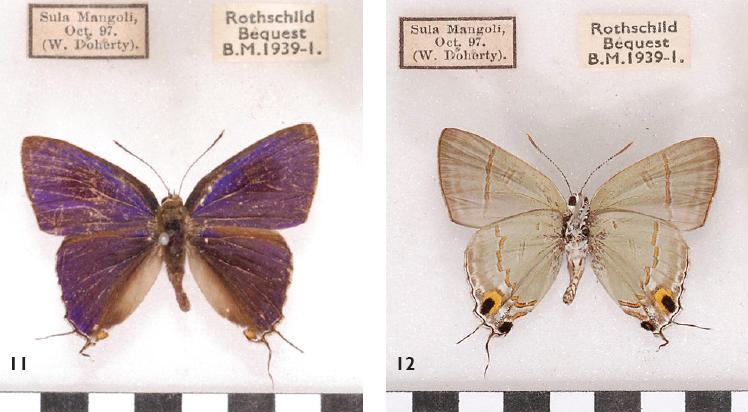
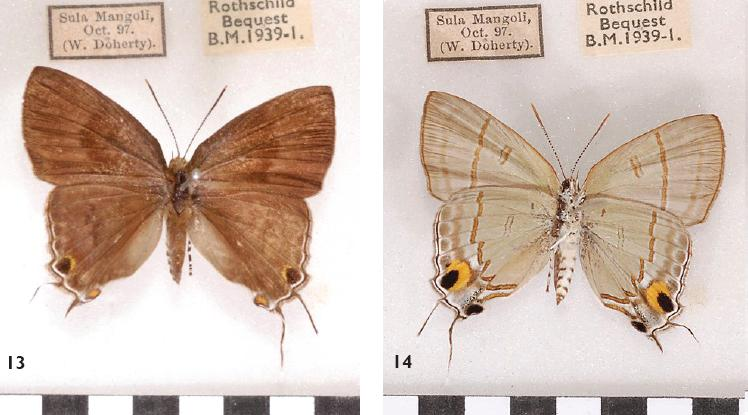
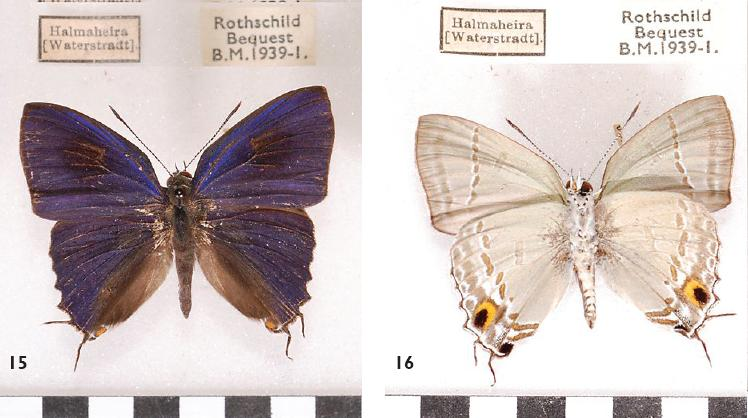